# La Voz de Asturias

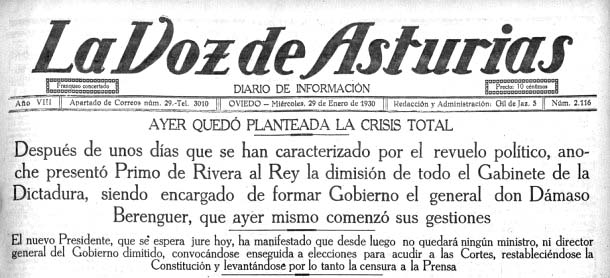
Editie uit 1930 van La Voz de Asturias

La Voz de Asturias ("De Stem van Asturië") is een regionaal Spaans dagblad dat wordt uitgebracht in de regio Asturië. 
In de periode juli 2009 - juni 2010 had de krant een gemiddelde dagelijkse oplage van 8.895. Daarmee was het de derde krant van de regio, na El Comercio en La Nueva España.
De redactie van de krant houdt kantoor in Oviedo. Tussen 1986 en 2010 was het blad eigendom van de Grupo Zeta, die het door economische problemen moest verkopen aan de groep Mediapro. Wel verzorgt de Grupo Zeta vooralsnog een groot gedeelte van de inhoud, die overeenkomt met die van El Periódico en andere regionale kranten die tot deze groep behoren. 
De krant werd begin vorige eeuw opgericht door Baskische industriëlen die naar Asturië verhuisd waren. De eerste editie van de krant kwam uit op 10 april 1923.
Lijst van dagbladen